# Meravigliosa/Troppo tardi per capire adesso
Meravogliosa/Troppo tardi per capire adesso è un singolo di Gilda Giuliani pubblicato nel 1989 dalla casa discografica Fremus.
Con il brano Meravogliosa viene scartata dalle selezioni del Festival di Sanremo 1989.

## Tracce
1. Meravogliosa (Di Alberto Cheli, Ivano Michetti e Rino Fiumara)
2. Troppo tardi per capire (Di Fabio Sinigaglia e Massimo Zuccaroli